# Giuseppe Fossati
Giuseppe Fossati (né le 5 juillet 1822 à Morcote et mort le 1er mars 1891 à Milan) est un architecte suisse et italien. Issu d'un milieu aisé, il est le fils d'Ambrogio Marcellino et de Virginia Rippa, et le frère de Gaspare Fossati. En compagnie de celui-ci, il participa en 1847 à la restauration de Sainte-Sophie à Istanbul.

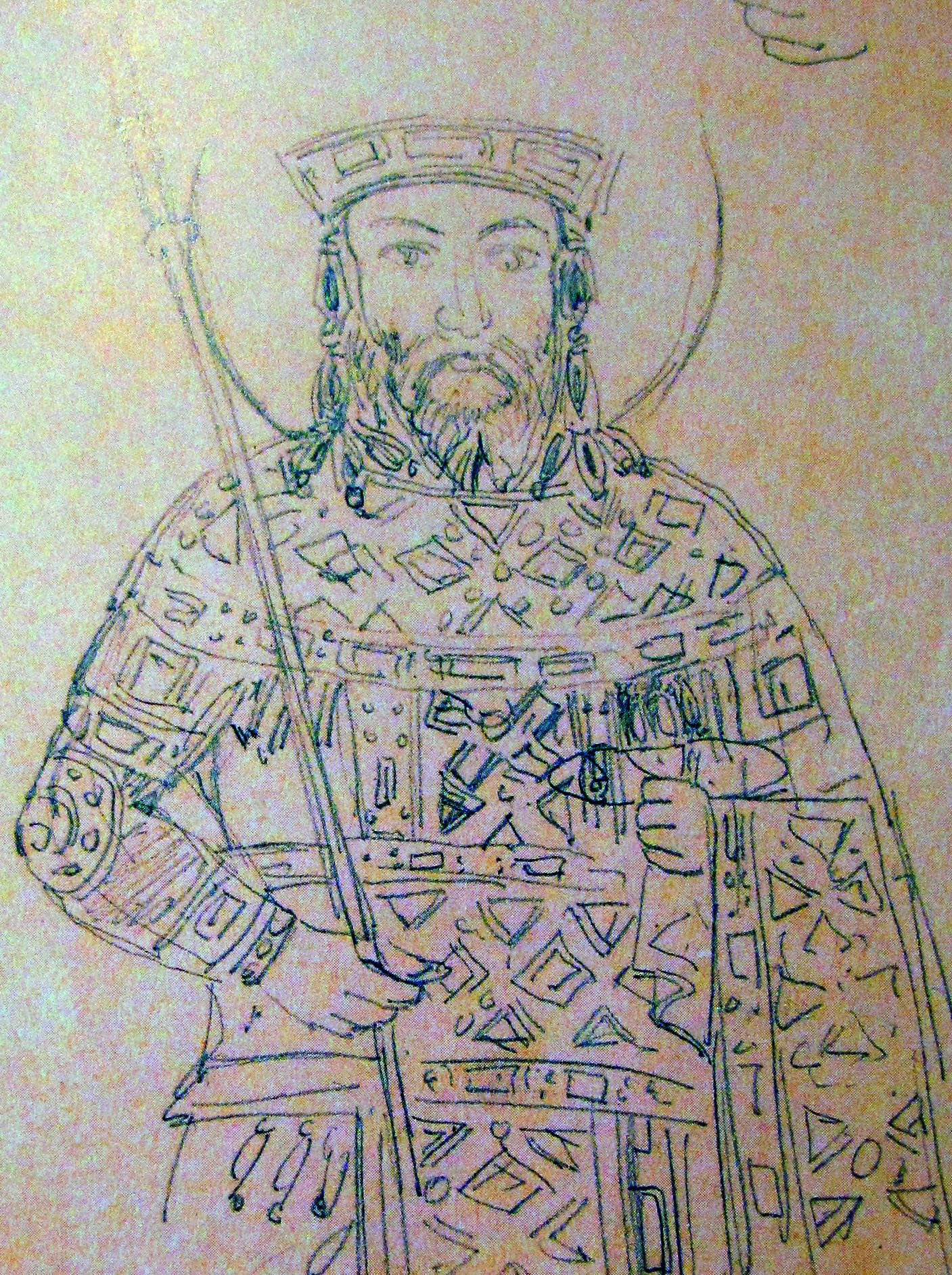
Dessin de 1847 des frères Fossati représentant Jean V Paléologue, d'après une mosaïque de Sainte-Sophie.